# Powiat Pásztó
Powiat Pásztó (węg. Pásztói járás) – jeden z sześciu powiatów komitatu Nógrád na Węgrzech. Siedzibą władz jest miasto Pásztó.

## Miejscowości powiatu Pásztó
- Alsótold
- Bér
- Bokor
- Buják
- Csécse
- Cserhátszentiván
- Ecseg
- Egyházasdengeleg
- Erdőkürt
- Erdőtarcsa
- Felsőtold
- Garáb
- Héhalom
- Jobbágyi
- Kálló
- Kisbágyon
- Kozárd
- Kutasó
- Mátraszőlős
- Palotás
- Pásztó
- Szarvasgede
- Szirák
- Szurdokpüspöki
- Tar
- Vanyarc